# Shopgirl
Shopgirl (bra: Garota da Vitrine; prt: Uma Rapariga Cheia de Sonhos) é um filme de drama romântico estadunidense de 2005 dirigido por Anand Tucker e estrelado por Steve Martin, Claire Danes e Jason Schwartzman. O roteiro escrito por Steve Martin é baseado em seu livro de mesmo nome de 2000. O filme é sobre um triângulo amoroso entre um complexo de uma vendedora entediada, um rico empresário, e um jovem sem rumo.
Produzido por Ashok Amritraj, Jon Jashni, e Steve Martin para a Touchstone Pictures e Hyde Park Entertainment, e distribuído nos Estados Unidos pela Buena Vista Pictures, Shopgirl foi lançado em 21 de outubro de 2005 e recebeu críticas positivas dos críticos de cinema. O filme passou a ganhar US$ 11.675.161 e foi nomeado para quatro Satellite Awards, incluindo Melhor Filme e Melhor Roteiro Adaptado.

## Elenco
- Steve Martin como Ray Porter
- Claire Danes como Mirabelle Buttersfield
- Jason Schwartzman como Jeremy
- Bridgette Wilson-Sampras como Lisa Cramer
- Sam Bottoms como Dan Buttersfield
- Frances Conroy como Charlotte Buttersfield
- Rebecca Pidgeon como Christie Richards
- Samantha Shelton como Loki
- Gina Doctor como Del Ray
- Clyde Kusatsu como Mr. Agasa
- Romy Rosemont como Loan
- Joshua Snyder como Trey Bryan
- Rachel Nichols como namorada de Trey
- Shane Edelman como Chet